# Leucophenga hasemani
Leucophenga hasemani är en tvåvingeart som beskrevs av Kahl 1917. Leucophenga hasemani ingår i släktet Leucophenga och familjen daggflugor. Inga underarter finns listade i Catalogue of Life.